# Dick Davies
Richard Allen Davies, detto Dick (Harrisburg, 21 gennaio 1936 – Loudon, 25 febbraio 2012), è stato un cestista statunitense, attivo a livello amatoriale nella AAU e campione olimpico nel 1964.

## Carriera
Venne selezionato dai St. Louis Hawks all'undicesimo giro del Draft NBA 1960 (79ª scelta assoluta).

## Palmarès
- Campione AAU (1964)